# جيفري أوكونيل
جيفري أوكونيل (بالإنجليزية: Jeffrey O'Connell)‏ هو محامي أمريكي، ولد في 29 سبتمبر 1928 في ورسستر في الولايات المتحدة، وتوفي في 6 يناير 2013 في شارلوتسفيل في الولايات المتحدة.